# Sedlighetsbrott
Sedlighetsbrott är en äldre benämning på brott mot lagar som vill upprätthålla personlig moral och dygd och begränsa laster, främst kring sexuella relationer och spel. Vad som betraktas som sedlighetsbrott har varierat under historien och mellan länder och kulturer, men idag finns lagstiftning i många västländer kring aktiviteter såsom spel om pengar (hasardspel, vadslagningsspel, lotterier, kasino, Internetpoker) samt sexualbrott som sexköp, prostitution och barnpornografi. Ibland innefattas även innehav eller olaglig försäljning av alkoholdrycker och innehav av eller handel med narkotika i begreppet. 
En sedlighetsrotel eller sedlighetspolis är en polisenhet vars fokus är att begränsa eller undertrycka sedlighetsbrott. Sedlighetsroteln koncentrerar sig inte på brott som bedrägeri och mord. Begreppet sedlighetsbrott har avskaffats i svensk lag, och sedlighetsenheter har ersatts av särskilda sexualbrottsenheter, men motsvarande begrepp förekommer fortfarande i vissa andra länder, exempelvis vice squad ("lastpatrull") i USA.

## I Sverige
Fram till 1984 var sedlighetsbrott beteckningar enligt svensk lag för brott som kunde "såra tukt och sedlighet" och alltså var sedlighetssårande. Hit hörde huvudsakligen men inte enbart sexualbrott. Våldtäkt föll dock under våldsbrott och äktenskapsbrott under otukt. 
Till sedlighetsbrott har i Sverige räknats otukt, koppleri, tidelag, olaglig pornografi ("spridande af otuktiga skrifter eller bilder"), olovlig spelverksamhet, fylleri och fram till 1910 även brott mot lagen om preventivmedel. Dagens lagstiftning kring sexualbrott syftar till att skydda individens sexuella integritet.

### Väckelsekristna
Inom svenska kristna väckelserörelser under 1800-talet och stor del av 1900-talet vaktade församlingsmedlemmar varandra mot osedlighet. Exempelvis kunde föräktenskapliga relationer få konsekvenser som uteslutning ur frikyrkoförsamlingen eller att man inte fick medverka som sångare i gudstjänster, eller att personen fick be församlingen om ursäkt, i synnerhet om relationen resulterade i graviditet. Det var inte ovanligt att man då gick över till en annan frikyrkoförsamling på samma ort. Medlemmarna förväntades efterleva olika fromhetsideal i syfte att inte fresta de som hade lämnat ett tidigare liv i missbruk och annan synd. Exempelvis förväntades att kvinnor bar hatt, schal eller slöja under gudstjänster. Samtidigt kunde frikyrkliga på 1800-talet drabbas av religionsförföljelse av allmänheten och myndigheter, såsom stenkastning i samband med baptistiska dopförrättningar utomhus eller förlora sin anställning till följd av sin tro.

## Religionspolis
Religionspoliser är officiella statliga sedlighetspoliser som har till uppgift att befrämja religionsutövande och hindra sedlighetsbrott enligt religiösa lagar som tillämpas i vissa länder. År 2012 upprätthöll polisen religiösa normer och dygder i delar av Nigeria, Marocko, Algeriet, Egypten, Libanon, Saudiarabien, Somalia, Sudan, Iran, Indien, Pakistan, Afghanistan, Vietnam, Brunei, Malaysia, Indonesien samt Islamiska statens (Daesh) territorium.

### Shariapolis
Shariapoliser (islamiska religionspoliser, arabiska: مطوع muṭawwi', plural مطوعه muṭawwi'ūn) föreskrivs i Koranen och organiseras av staten i flera muslimskt dominerade länder där sharia är officiell lag. Den islamiska religionspolisen är en sedlighetsrotel med uppdrag att bevaka efterföljandet av sharia-lagar för religiöst beteende för att befolkningen ska bevara själslig och rituell renhet och därmed moralisk styrka. Främst försöker polisen hindra för- och utomäktenskapliga förbindelser och religiös konvertering eller avfall. Detta innefattar att hindra umgänge mellan män och kvinnor som inte är släkt, visande av kroppsdelar och hår som uppfattas som erotiskt laddade, öppethållande av butiker under bönetid, konsumtion av olagliga drycker eller livsmedel samt homosexuellt beteende. Shariapoliser var särskilt stränga under talibanerna regim i Afghanistan och wahidismens och salafismens inflytande i Saudiarabien.